# 円照 (鎌倉時代)
円照（えんしょう、承久3年（1221年） - 建治3年10月22日（1277年11月18日））は、鎌倉時代中期の律宗の僧。父は東大寺厳寛で、戒壇院中道聖守の弟。号は実相。
叡尊・円爾・良忠・覚盛・良遍などに師事して仏教教学を学び、三論・法相・天台・真言密教・禅など8宗を修学した。1251年（建長3年）東大寺戒壇院の院主に任じられ、1258年（正嘉2年）造東大寺大勧進に就任し、堂塔の復興に尽力し戒壇院の中興開山となった。1269年（文永6年）には後嵯峨上皇に戒師として戒を授けている。弟子には凝然・真照などがいる。